# Guy Muya
Guy Muya Muboyayi, né le 23 mai 1983 à Kinshasa, alors au Zaïre, est un ancien joueur belge de basket-ball.

## Biographie
En 2019 Muya devient directeur sportif des Antwerp Giants. Parallèlement à son poste de directeur sportif, il devient entraineur adjoint d'Ivica Skelin aux Giants à l'été 2022. En 2024, il quitte ses deux postes et décide de se reconvertir dans un nouveau domaine, quittant ainsi le monde du basket-ball.

## Engagements sociaux
Muya soutient plusieurs associations caritatives telles que PJB Goma et Action Damien.